# Per sesso o per amore?
Per sesso o per amore? (Combien tu m'aimes?, letteralmente "Quanto mi ami?") è un film del 2005 diretto da Bertrand Blier.
Pellicola di produzione franco-italiana, con protagonisti Monica Bellucci, Bernard Campan e Gérard Depardieu.

## Trama
Parigi. Dopo aver vinto alla lotteria, il triste impiegato François decide di spendere tutta la vincita per passare più tempo possibile e quasi "vivere" con la prostituta Daniela, pagandola centomila euro al mese, fino ad esaurimento dei fondi. François è un uomo solitario, con problemi di cuore e Daniela rimane al suo fianco per soli otto giorni, dopo di che decide di ritornare dal suo uomo, il gangster Charly. È a questo punto che Daniela comincia a rendersi conto dell'esistenza di un sentimento nei confronti di François e decide di tornare da lui. Tuttavia Charly è ancora troppo innamorato di Daniela per lasciarla ad un altro uomo senza fare nulla. Il film si conclude con François e Daniela che vivono in casa nutrendosi del loro amore.

## Curiosità
Durante varie scene del film si possono udire varie arie da Il pirata di Vincenzo Bellini eseguite dal soprano slovacco Edita Gruberová.